# Utmaningen (film, 1994)
Utmaningen är en svensk TV-film från 1994 i regi av Per Gunnar Evander. Filmen bygger på Evanders roman Medan dagen svalnar och Evander skrev även filmens manus. I rollerna ses bland andra Peter Andersson, Gösta Krantz och Bertil Norström.

## Handling
En beväpnad man har slagit sig ned på en obebodd ö och en man från bygden tar på sig rollen att lösa situationen utan polisens inblandning. Han möter en skrämd människa som gömmer sig bakom försvarsställningar.

## Rollista
- Peter Andersson – Harry
- Gösta Krantz – Alvar Andersson
- Bertil Norström – Harald Andersson
- Margreth Weivers – Elsa Andersson
- Bernt Lindkvist – järnhandlare Kihlgren
- Fredrik Ohlsson – skollärare Lindahl
- Tommy Johnson – verkstadsarbetare Isacson
- Åke Lindström – Dahlbom
- Agneta Prytz – Hanna Andersson
- Gerthi Kulle – Eva
- Sten Ljunggren – Tromben
- Tobias Klevbom – Texas
- Eva Dahlman– Sara
- Andrea Evander – Carin
- Anders Feltenmark – Kristoffer

## Om filmen
Utmaningen producerades av Bengt Åke Kimbré för Sveriges Television AB Kanal 1. Den fotades av Bengt Lindström och klipptes av Lars Holte. Musiken komponerades av Björn J:son Lindh. Filmen premiärvisades den 16 augusti 1994.